# ハーコン・エイリークソン

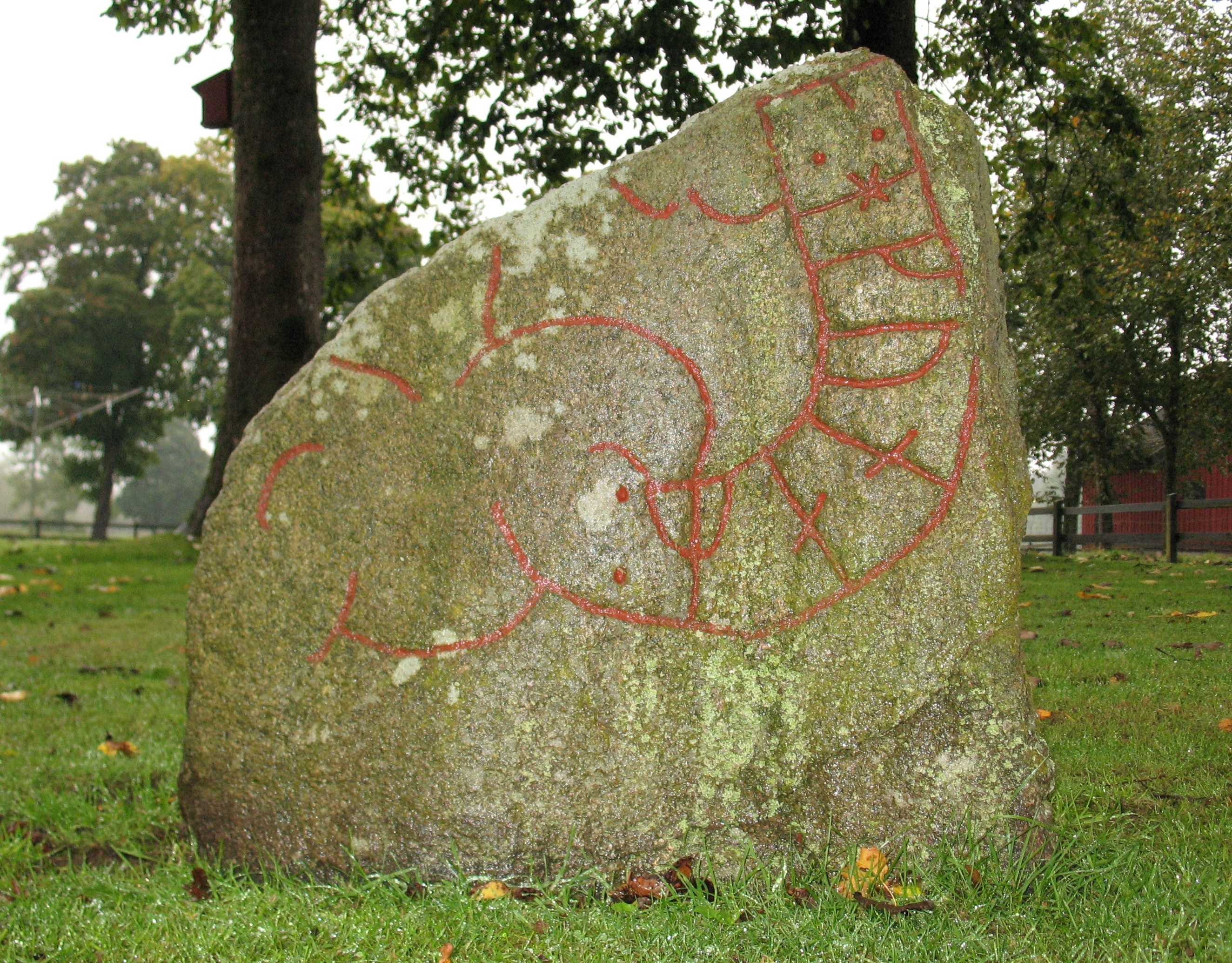
ハーコン・エイリークソンはおそらくコムスタードのルーン石碑にあるホーコン・ヤールであると考えられている。

ハーコン・エイリークソン（古ノルド語：Hákon Eiríksson, ノルウェー語：Håkon Eiriksson, 998年ごろ - 1029/30年）は、最後のラーデのヤール。デンマーク王クヌーズ2世（大王）の臣下としてノルウェー総督（在任：1012年 - 1015年、1028年 - 1029年）をつとめた。

## 生涯
ホーコンはトロンハイム東部を支配する一族の出身で、ノーサンブリア伯であったエイリーク・ハーコナルソンの息子として生まれた。母ギューザはデンマーク王スヴェン1世とシグルズの娘で、クヌーズ2世の異母姉であった。スヴォルドの海戦の後、父エイリークとその弟スヴェイン・ハーコナルソンとともにスヴェン1世のもとノルウェーの支配者となった。1014年か1015年に父エイリークはノルウェーを去り、クムーズ2世のイングランド遠征に加わった。エイリークがイングランド北部を制圧した後、クヌーズ2世はエイリークにノーサンブリア伯領を与えた。エイリークは亡くなるまでノーサンブリア伯位にあった。
ノルウェーにおける父エイリークの継承者であったハーコンは、デンマーク王の臣下として1012年から1015年までエイナル・サンバルスケルヴィルおよび叔父スヴェインと共にノルウェーを支配した。ノルウェー王オーラヴ2世はイングランドで数年間デンマーク軍と戦った後、1015年にノルウェーに戻り、高地の小王たちの支持を得て、自ら王位を宣言した。1016年、オーラヴ2世はネシャールの戦いでスヴェイン・ハーコナルソンを破った。オーラヴ2世が勝利した後、ハーコンはイングランドに逃亡し、そこでクヌーズ2世の歓迎を受けウスター伯とされた。ヘルゲオの戦いの後、ノルウェーの貴族はクヌースのもとに集結した。
ハーコンは1016年から1030年まで島嶼部の支配者であったと記録されている。1028年、ハーコンはクヌーズ2世の臣下としてノルウェーの支配者に戻った。
ハーコンは1029年末または1030年初めに、オークニー諸島とスコットランド本土との間にあるペントランド海峡において海難事故により死去した。